# Break the Rules (chanson de Status Quo)
Pour les articles homonymes, voir Break the Rules.
Singles de Status Quo
Caroline
(1973) Down Down
(1975)
Break the Rules est une chanson du groupe anglais Status Quo.

## Historique
Break the Rules est sorti en single le 26 avril 1974 pour promouvoir l'album à venir, Quo. Choisie par le label Vertigo Records, elle ne fut pas le choix préférentiel du groupe qui penchait plus pour Backwater.
Pour l'enregistrement, le groupe fut complété par l'harmoniciste Robert Young et le sessionman Tom Parker au piano.
La face B du single, Lonely Night est un titre qui ne figurera pas sur Quo, avant sa réédition en compact disc en 2005.
Break the Rules atteindra la 8e place dans les charts britanniques

## Liste des titres
- Face A : Break the Rules (Francis Rossi / Robert Young / Rick Parfitt / Alan Lancaster / John Coghlan) - 3:38
- Face B : Lonely Night (Parfitt / Lancaster / Rossi / Young / Coghlan) - 3:21

## Musiciens
Status Quo
- Francis Rossi : chant, guitare.
- Rick Parfitt : guitare, chant.
- Alan Lancaster : basse, chant.
- John Coghlan : batterie, percussions.

Musiciens additionnels
- Robert Young : harmonica.
- Tom Parker : piano.

## Charts
| Date       | Chart            | durée du classement | Position |
| ---------- | ---------------- | ------------------- | -------- |
| 04/05/1974 | UK Singles Chart | 8 semaines          | 8e       |
| 01/07/1974 | Single Top 100   | 7 semaines          | 18e      |
| 02/07/1974 | Top 100          | 15 semaines         | 31e      |